# Pfälzische Sprachinsel am Niederrhein

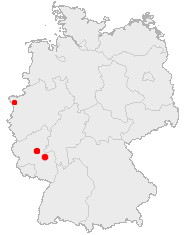
Siedlungsgebiet (oben), zwei Ausgangspunkte (darunter)

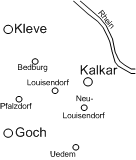
Siedlungsgebiet vergrößert

Die pfälzische Sprachinsel am Niederrhein ist ein Gebiet links des Niederrheins, in dem seit Mitte des 18. Jahrhunderts ein rheinfränkischer Dialekt gesprochen wird, den aus der Kurpfalz stammende Ansiedler in das damals zu Preußen gehörige Gebiet mitbrachten. Da sie sich längere Zeit wegen ihres protestantischen Glaubens nicht mit der ansässigen katholischen Bevölkerung mischten, festigte sich ihre Mundart und ihr Brauchtum in der neuen Heimat und ist zum Teil  bis in die Gegenwart erhalten geblieben.

## Geographie
Die Sprachinsel liegt im äußersten Westen Deutschlands links des Niederrheins zur niederländischen Grenze hin auf dem Niederrheinischen Höhenzug zwischen den Städten Goch, Kalkar und Kleve.

## Bezeichnung
Das Adjektiv „pfälzisch“ ist nicht regional (historische Kurpfalz oder heutige Pfalz), sondern linguistisch zu verstehen. Die Mundart, später von ihnen selbst „Pälzersch“ genannt, gehört zu den Dialekten, wie sie rund 250 km südlich im Nahe-Hunsrück-Gebiet im mittleren Rheinland-Pfalz gesprochen werden und von der Linguistik zur Westpfälzischen Dialektgruppe innerhalb des Pfälzischen und innerhalb des Rheinfränkischen gezählt werden.

## Geschichte

### Aufbruch und Strandung
Die pfälzischen Ansiedler wollten im Mai 1741 eigentlich über Rotterdam in  die nordamerikanische Kolonie Pennsylvania auswandern. Sie waren eine größere Gruppe aus den kurpfälzischen Oberämtern Kreuznach an der Nahe und Simmern im Hunsrück (heute liegen beide Städte in Rheinland-Pfalz). Sie versuchten damit der schlechten wirtschaftlichen Lage in ihrer Heimat zu entgehen.
Wegen des Seekriegs zwischen England und Spanien erhielten indessen seit 1740 nicht mehr alle Ausreisewilligen eine Passage nach Amerika. Die niederländischen Grenzposten wurden daher angewiesen, nur noch Auswanderer ins Land zu lassen, die eine Schiffspassage nach Nordamerika nachweisen konnten. Aus diesem Grund wurde auch die kurpfälzische Aussiedlergruppe an der niederländischen Grenzfeste Schenkenschanz (heute in Nordrhein-Westfalen) angehalten. Verhandlungen mit einem englischen Schiffskapitän scheiterten, da die Auswanderer den Preis für zu hoch hielten und nicht akzeptierten.
Die Rheinschiffer, welche die Auswanderergruppe eigentlich weiter nach Rotterdam bringen sollten, waren mit dem Festliegen ihrer Schiffe an der preußisch-niederländischen Grenze nicht einverstanden und verlangten ihre Auszahlung. Die Aussiedler besetzten daraufhin die Schiffe und gaben sie erst nach einer Räumungsaufforderung durch die Kriegs- und Domänenkammer in Kleve wieder frei.

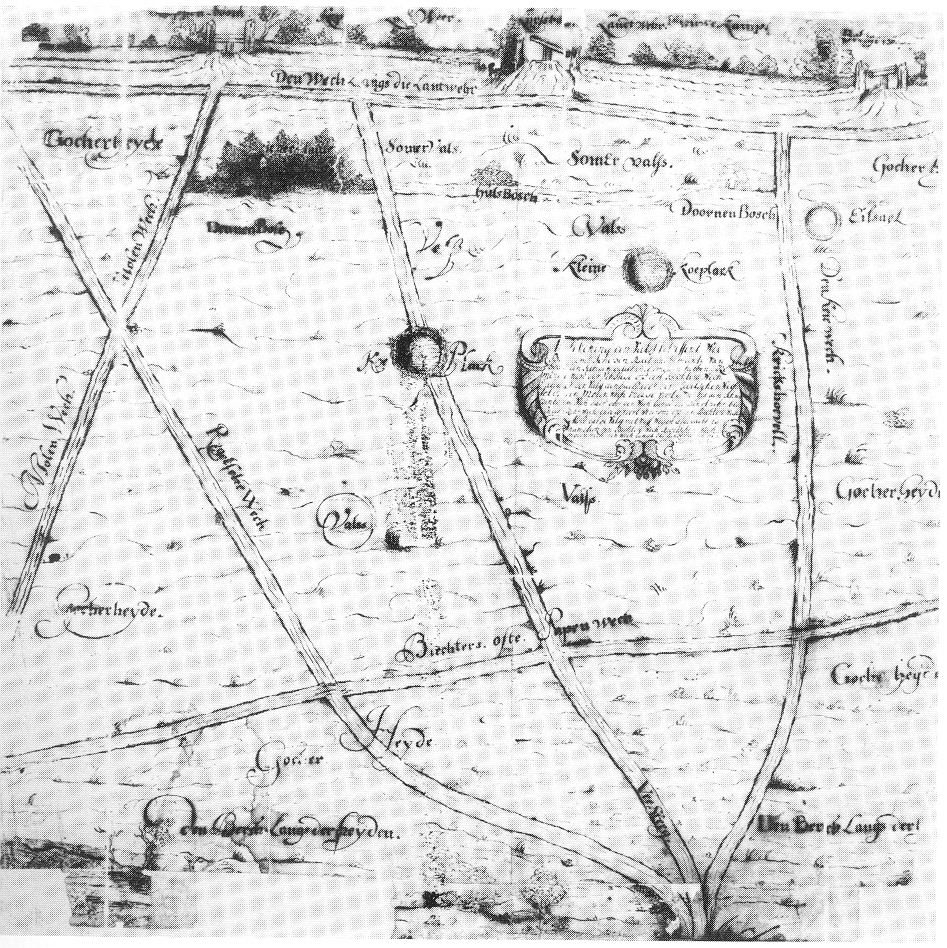
Gocher Heide um 1733

Anschließend entschlossen sich 20 Familien mit etwa 120 Personen, auf die Emigration zu verzichten, und baten vor Ort um Übertragung von Siedlungsland. Ihr Gesuch wurde an die preußischen Magistrate und Richter von Emmerich, Goch, Huissen und Kleve weitergeleitet. Die Stadt Goch verfügte über die Gocher Heide, ein 10.000 Morgen großes Gelände, welches ihr 1458 von Arnold von Egmond, Herzog von Geldern, geschenkt worden war. Dieses Land wurde den Kurpfälzern, die sich selbst als „Pfälzer“ bezeichneten, zur Verfügung gestellt. Es lag nur rund 250 km von ihrer Heimat entfernt.
In den folgenden Jahren hatten die Emigranten mit finanziellen Anfangsschwierigkeiten zu kämpfen, die zu wiederholten Landesverweisungen führten. Sie wandten sich daher mit einer Bittschrift an den König Friedrich II., der am 30. April 1743 der Kriegs- und Domänenkammer Kleve und dem Magistrat Goch in einem Spezialbefehl aufgab, die Siedler zu unterstützen.

### Gemeindegründungen

#### Pfalzdorf

Wappen von Pfalzdorf mit dem Pfälzer Löwen

Das Siedlungsgebiet in der Gocher Heide wurde seit 1749 Pfalzdorf genannt. Nach den ersten Erfolgen der Kolonisten entwickelten die preußischen Behörden Interesse an weiteren Zuwanderern. Bis 1771 siedelten sich weitere Familien an, die nahezu ausschließlich aus dem Hunsrück-Raum stammten. Danach war der Heidegrund fast restlos vergeben.
Der Erbpachtvertrag der Siedlungsstellen ermöglichte keine Veräußerung oder Teilung; deshalb sahen viele nachgeborene Kinder den einzigen Ausweg in der erneuten Auswanderung. Die erste Auswanderungswelle erfolgte in die Bönninghardt bei Sonsbeck, die Königshardt bei Oberhausen, die Asperheide bei Goch und nach Pfalzdorf, Plaggenburg und Dietrichsfeld in Ostfriesland.

#### Louisendorf

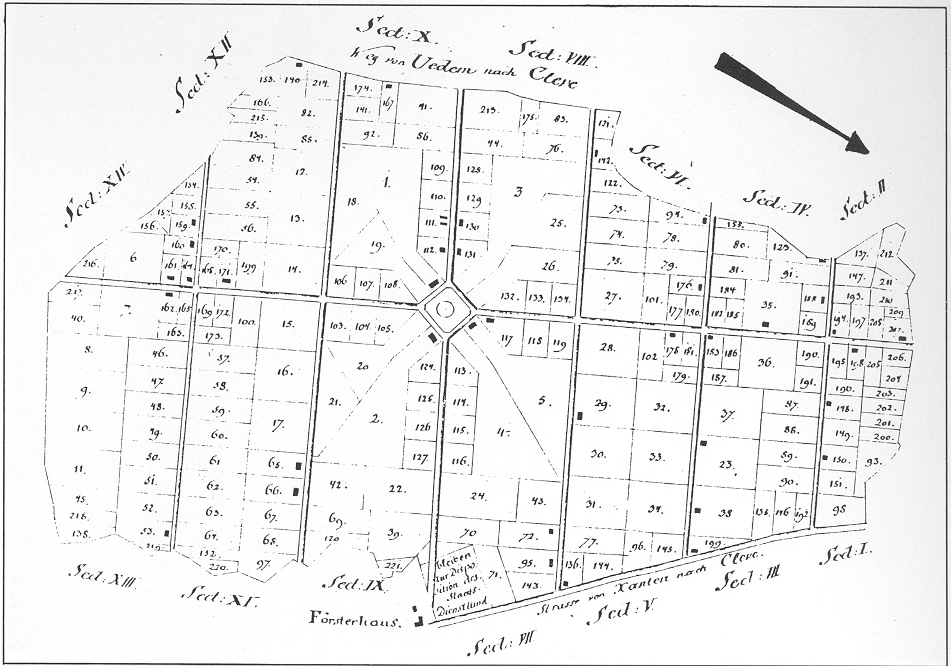
Grundriss der Kolonie Louisendorf

Als zu Beginn des 19. Jahrhunderts auch der ostfriesische Siedlungsraum erschöpft war, das Problem aber fortbestand, wurde eine Besiedelung des Kalkarer Waldes vorgeschlagen. Am 30. September 1820 unterzeichnete Friedrich Wilhelm III. die Kabinettsorder, nach der die Anlage der Kolonie rechtskräftig wurde. Auf Wunsch der Kolonisten sollte die neue Siedlung Louisendorf nach Königin Luise heißen.

#### Neulouisendorf
Da bei der Besiedlung Louisendorfs nicht alle Niederlassungswilligen bedacht werden konnten, wurde 1826 ein weiteres Waldstück ins Auge gefasst. Am 31. Dezember 1827 unterschrieb König Friedrich Wilhelm die Kabinettsorder zur Gründung von Neulouisendorf. Am 4. Juni 1832 wurden die Kolonate vergeben und mit der Besiedlung begonnen. Entgegen der Planung als Erweiterung der Siedlung Louisendorf wurde Neulouisendorf ein eigenständiges Gemeinwesen.

### Konsolidierung

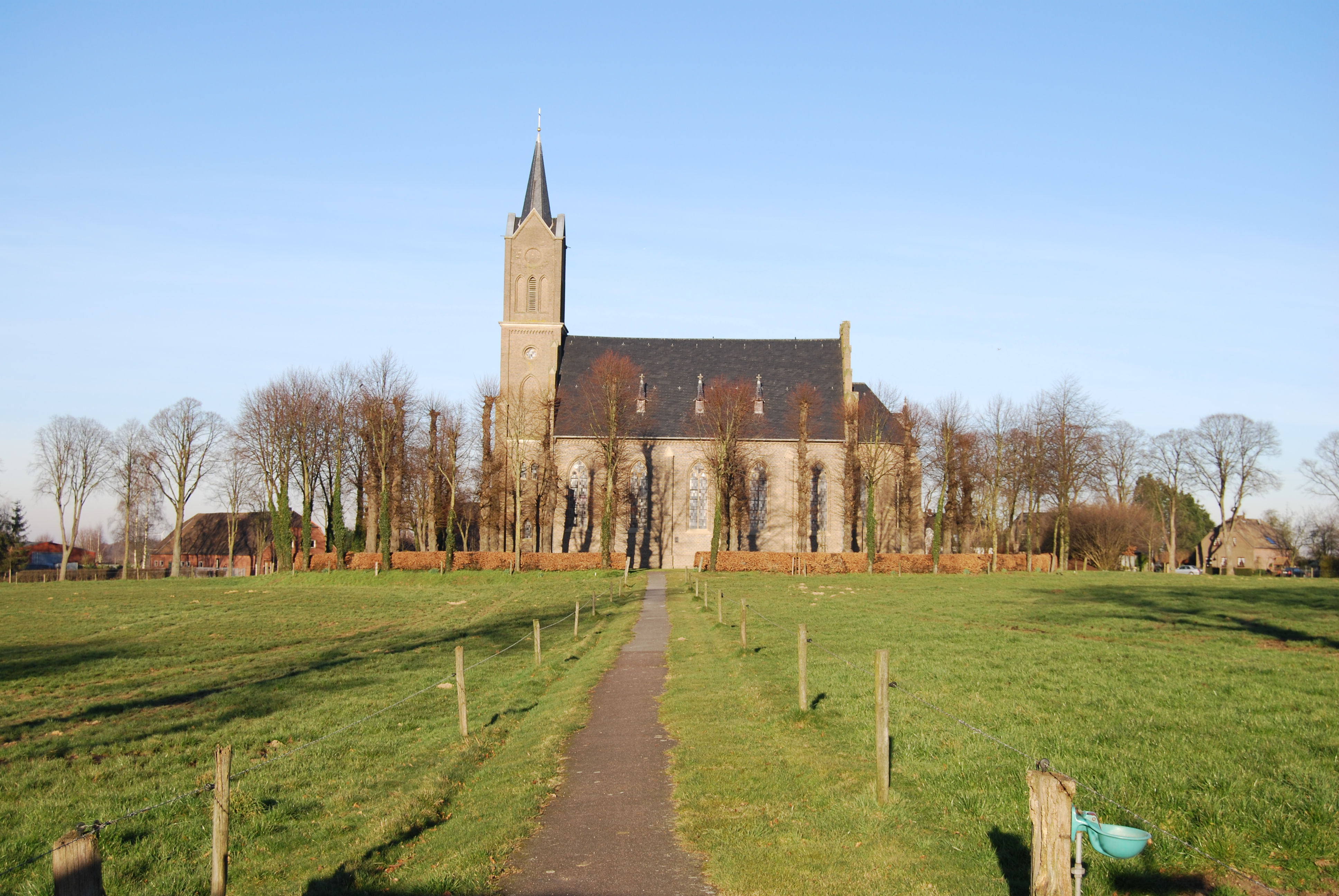
Elisabethkirche von Louisendorf

In Pfalzdorf wurde bereits 1775 eine reformierte und am 29. Oktober 1779 eine lutherische Kirche eingeweiht. Noch vor 1800

erhielt der Ort eine Mairie; denn im Gefolge der Französischen Revolution wurden die linksrheinischen deutschen Gebiete 1797/98 französisch besetzt und waren dann bis 1815 Teil des Nachbarstaates. Am 11. September 1811 folgte die Einweihung einer katholischen Kirche. Dieser Ausbau der Infrastruktur, der auch für zugezogene Katholiken die Religionsausübung erleichterte, trug zu einer weitgehenden Autonomie der Gemeinde bei.
Louisendorf gehörte seit seiner Gründung zum Amt Till. Es etablierte sich aber eine eigene evangelische Pfarrgemeinde, deren Elisabethkirche am 13. November 1861 eingeweiht wurde.
Neulouisendorf war Teil der Stadt Kalkar. Auch hier entstand eine eigene evangelische Pfarrgemeinde. Die evangelische Kirche in Neulouisendorf wurde am 7. Juni 1898 eingeweiht.
Mit dem 1. kommunalen Neugliederungsprogramm in Nordrhein-Westfalen am 1. Juli 1969 wurde Pfalzdorf ein Ortsteil von Goch, und Louisendorf gehörte zu demjenigen Teil des Amtes Till, der nach Bedburg-Hau eingemeindet wurde.

## Eigenständigkeit

### Religion
Die protestantische Konfession trennte die „Pfälzer“ vom katholischen Umland. Es kam kaum zu konfessionsverschiedenen Heiraten, so dass sich traditionelle „pfälzische“ Familiennamen, wie Puff, Hans, Saueressig, Imig und Thomas, bis heute erhalten haben. Es wurden auch Elemente des Brauchtums weitergegeben, z. B. die Nennung des Nachnamens vor dem Vornamen (also Imigs Fritz und nicht Fritz Imig). Andererseits wurden am Niederrhein verbreitete katholische Bräuche, wie das Sternsingen am Dreikönigstag oder das Feiern des Karnevals, nicht übernommen.

### Sprache
Durch die Ansiedlung auf engem Raum wurden die „Pfälzer“ zu einer Minoritätengruppe, die ihre eigene Mundart pflegte und fortentwickelte. Gefördert wurde dies durch die bereits erwähnte Heiratspolitik und durch die Einrichtung eigener Volksschulen, die bis in die 1940er Jahre bestanden. Ursprünglich wiesen die Siedler Sprachbesonderheiten auf, die durch die unterschiedliche regionale Herkunft bedingt waren: Bad Kreuznach und Simmern liegen etwa 35 km auseinander und sind durch den 650 m hohen Soonwald getrennt; Simmern gehört eher zum moselfränkischen, Kreuznach zum rheinfränkischen Sprachraum. Im Siedlungsgebiet gingen beide Mundarten mit der Zeit in einem Generaldialekt auf, dem „Pälzersch“, in das aber auch Merkmale der umliegenden niederfränkischen bzw. ripuarischen Dialekte aufgenommen wurden. Das Pälzersch wird in der heutigen Zeit noch regelmäßig von den älteren Einwohnern gesprochen. Die jüngere Bevölkerung wechselt in der Regel mit der Einschulung zum Hochdeutschen und verliert ihre Dialektkompetenz. Daher ist das Pälzersch in seinem Erhalt bedroht. Als Mundartdichter und Heimatforscher ist Jakob Imig (1905–1994) hervorgetreten, nach dem das auf seine Sammlung zurückgehende Jakob-Imig-Archiv in Louisendorf benannt ist und den das LVR-Institut für Landeskunde und Regionalgeschichte in Bonn als „de[n] bekannteste[n] Pfälzer“ aus der niederrheinischen Pfälzischen Sprachinsel bezeichnet.